# Santa Maria di Gerusalemme (Nápoly)
A Santa Maria di Gerusalemme egy 14. századi templom Nápolyban. Eredetileg Chiesa delle Trentatré (Harminchármak temploma) néven volt ismert, miután a kolostorban ennyi szerzetest tudtak egyszerre elszállásolni. A templom a nápolyi reneszánsz stílusjegyeit viseli magán. Belsőjét Giuseppe Bonito és Teodoro d'Errico freskói díszítik.